# 마나로 화산

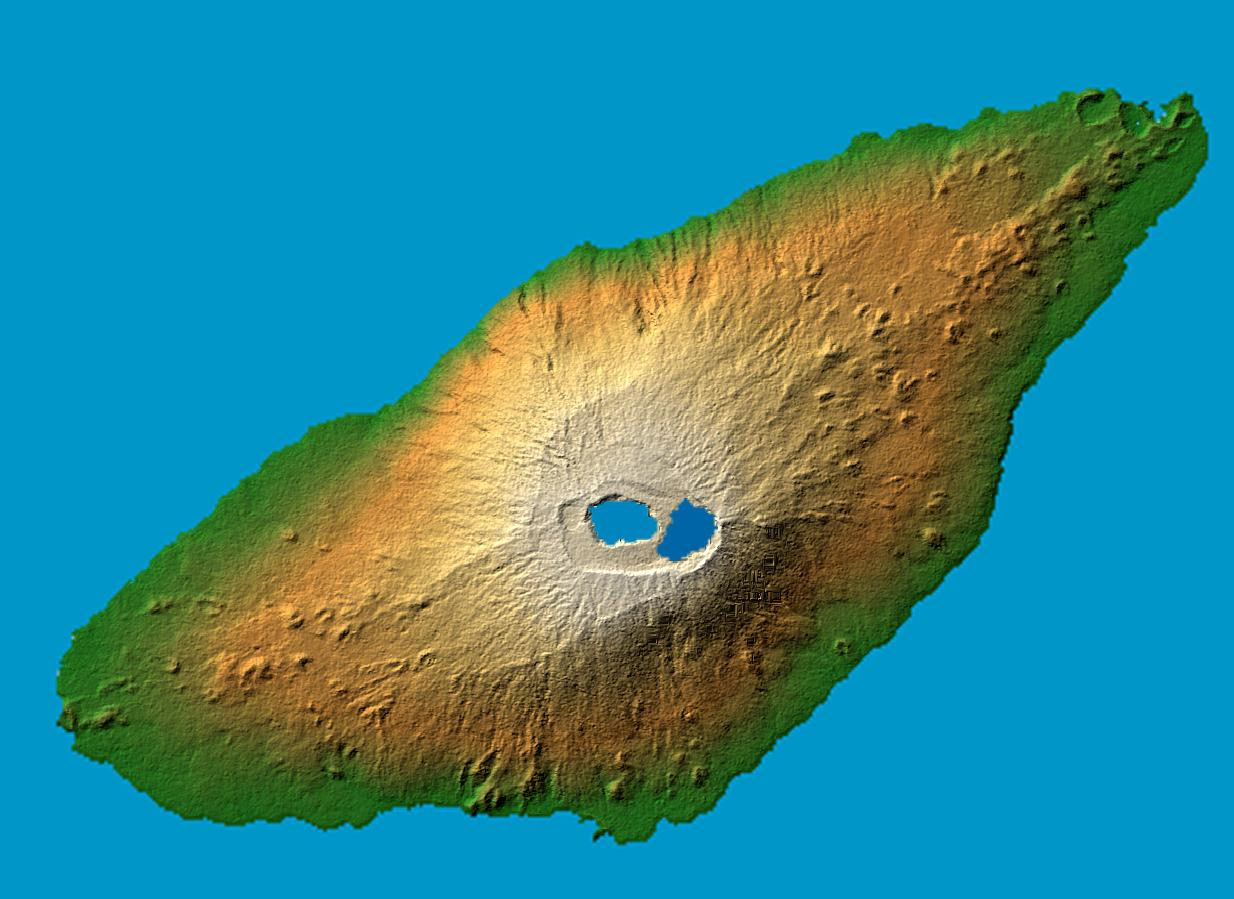

마나로 화산(Manaro Voui)은 바누아투의 아오바섬에 있는 화산으로, 호주 시드니에서 북동쪽으로 2,250 km 지점에 위치해 있다. 이 화산은 분화한 적이 있는 활화산이고, 분화구가 호수 위에 조금 나와 있다. 이곳은 섬 자체를 덮고 있어서 말 그대로 섬 자체가 화산 봉우리인 것이다. 지금도 활발히 활동하고 있으며, 지금은 분화 활동이 미비해졌다.
2005년 12월 분화활동이 있었다. 폭발적인 분화로 진흙먼지가 지상 3 km 높이까지 솟구치기도 하였다.